# Márcia de Oliveira
Márcia Maria de Oliveira (São Paulo, 13 de março de 1978) é uma atriz, dubladora e diretora de teatro brasileira.

## Biografia
Ela iniciou sua carreira artística aos treze anos, participando de peças escolares. Aos dezessete anos, fez uma prova no Sindicato dos Artistas e Técnicos em Espetáculos de Diversão e adquiriu seu DRT.
Cursou artes cênicas na Universidade São Judas Tadeu, em São Paulo, e participou de diversos cursos e oficinas culturais, dentre eles a Oficina Oswald de Andrade e a Oficina de Atores da Globo. Integrou o Núcleo Experimental de Atores do Teatro Popular do Sesi e a  Cia. Fraternal de Arte e Malas-Artes.
Seu primeiro trabalho na televisão foi na novela Serras Azuis, produzida e exibida pela TV Bandeirantes em 1998, onde interpretou a personagem Joana. Em 1999, atuou ao lado de Xuxa Meneghel no romance musical Xuxa Requebra. Em 2001, realizou seus primeiros trabalhos na Rede Globo, sendo eles participação no programa policial Linha Direta e no seriado Sandy & Junior, nesse último vivendo a jornalista Dorinha. No SBT, atuou em três novelas: Amigas e Rivais (2007), dando vida a doméstica Joaninha, que se torna cúmplice da vilã Rosana e acaba assassinada por ela; Vende-se um Véu de Noiva (2009), na pele de Isabel quando jovem, e Carrossel (2012), tendo na última produção o papel de maior destaque de sua carreira, a faxineira Graça. Esteve na série Patrulha Salvadora (2014), um spin-off de Carrossel, também representando a espevitada Graça. Márcia teve, ainda, passagens pela TV Cultura onde, a convite do diretor Mário Masetti, integrou o elenco dos programas Cultura é Currículo (2007), Almanaque Educação (2008) e Escola 2.0 (2010). Viveu a zumbi Kiki na série Buuu - Um Chamado para a Aventura, do canal infantil a cabo Gloob, e Gisele nas duas temporadas de Unidade Básica (2015 e 2016), da HBO.
Estreou no cinema em 1999 com o filme Xuxa Requebra, dirigido por Tizuka Yamasaki. Gravou, em seguida, três curtas: Iara do Paraitinga (2003), Últimas Palavras (2004) e Claustro (2005). Esteve, também, nos longa metragens Garotas do ABC (2002), Bens Confiscados (2003), ambos dirigidos por Carlos Reichenbach, Bróder (2009) e VIPs (2010). No fim de 2014 foi confirmada em "Carrossel - O Filme", derivado da novela Carrossel. No longa-metragem, a atriz interpretou novamente a personagem Graça. Ela esteve também no segundo longa da série, Carrossel 2: O Sumiço de Maria Joaquina, lançado em 2016.
Experienciou, em 2015, a direção de dois espetáculos teatrais infantis: "Biscoitos" e "O Jardineiro da Lua" este último em parceria com Rodrigo Andrade.
Em 2016, realizou seu primeiro trabalho no ramo da dublagem ao dar voz à personagem Graça em Carrossel em Desenho, exibido no SBT.
Em 2017, viveu pela quinta vez a personagem Graça, dessa vez no teatro, com "Carrossel - O Musical". Em 2019, esteve na peça Dogville, adaptação do filme homônimo, protagonizada por Mel Lisboa.

## Vida Pessoal
Márcia é casada com o também ator Fabio Galvão. Em 1 de abril de 2016, a atriz deu à luz seu primeiro filho, Dominic.

## Filmografia

### Televisão
| Ano       | Título                   | Papel                                | Notas                                                                                     |
| --------- | ------------------------ | ------------------------------------ | ----------------------------------------------------------------------------------------- |
| 1996      | Colégio Brasil           | Rose                                 | Participação especial                                                                     |
| 1998      | Serras Azuis             | Joana                                |                                                                                           |
| 2001      | Linha Direta             |                                      | Participação especial                                                                     |
| 2001      | Sandy & Junior           | Dorinha                              | Episódio: "Mas Quem é Essa Garota?"                                                       |
| 2007      | Amigas e Rivais          | Maria Joana da Anunciação (Joaninha) |                                                                                           |
| 2007      | Cultura é Currículo      | Várias personagens                   |                                                                                           |
| 2008      | Almanaque Educação       | Cristina (Tina) / Guri               |                                                                                           |
| 2009      | Vende-se um Véu de Noiva | Isabel Ribeiro (jovem)               | Participação especial                                                                     |
| 2010      | Escola 2.0               | Cristina (Tina)                      |                                                                                           |
| 2012–2013 | Carrossel                | Maria das Graça Velato (Graça)       |                                                                                           |
| 2014      | Patrulha Salvadora       | Agente Graça                         | Episódio: "O Caso da Vingança da Luiza" Episódio: "O Caso do Ataque da Espírito de Porca" |
| 2015      | Buuu                     | Kiki                                 |                                                                                           |
| 2016      | Carrossel em Desenho     | Graça (voz)                          | Dublagem                                                                                  |
| 2016      | Herói por Um Dia         | Juvesi                               | Participação Quadro do programa Caldeirão do Huck                                         |
| 2016      | Unidade Básica           | Gisele                               | Episódio: "Juliano"                                                                       |

### Cinema
| Ano  | Título                                  | Papel         | Notas          | Ref.   |
| ---- | --------------------------------------- | ------------- | -------------- | ------ |
| 1999 | Xuxa Requebra                           | Lurdinha "Lu" |                | [ 9 ]  |
| 2002 | Garotas do ABC                          | Nelinha       |                | [ 10 ] |
| 2003 | Iara do Paraitinga                      | Iara          | Curta–Metragem | [ 11 ] |
| 2003 | Bens Confiscados                        | Penha         |                | [ 12 ] |
| 2004 | Últimas Palavras                        | Esposa        | Curta–Metragem | [ 13 ] |
| 2005 | Claustro                                | Irmã          | Curta–Metragem | [ 14 ] |
| 2009 | Bróder                                  | Cláudia       |                |        |
| 2011 | VIPs                                    | Vivi          |                |        |
| 2015 | Carrossel - O Filme                     | Graça         |                |        |
| 2016 | Carrossel 2: O Sumiço de Maria Joaquina | Graça         | Participação   |        |
| 2024 | Cordel do Amor Sem Fim                  | Teresa        |                | [ 15 ] |
| 2024 | Passagrana                              | —             |                | [ 16 ] |

## Teatro
| Ano  | Título                                           | Papel              | Ref.   |
| ---- | ------------------------------------------------ | ------------------ | ------ |
| 1991 | Flor de Maio - A Borboleta que Não Podia Voar    | Flor de Maio       |        |
| 1994 | No Meu Reino Você Também é Rei                   | Bromélia           |        |
| 1996 | Assim Era o Teatro de Revista                    | -                  |        |
| 1997 | Aconteceu Uma Coisa Engraçada a Caminho do Fórum | -                  |        |
| 1998 | Onde Está o Nino                                 | Biba               |        |
| 1999 | O Rato no Muro                                   | Irmã C             |        |
| 2001 | Castelo Rá-tim-bum II                            | Penélope           | [ 17 ] |
| 2002 | Tíbio e Perônio em "Pra quê, Por que?"           | Androide           | [ 18 ] |
| 2002 | A Lenda dos Jovens Detentos                      | Daniela            |        |
| 2005 | O Que eu Entendi do Que o Tom Zé Disse           | -                  |        |
| 2005 | Cirandeiros                                      | Rosa               |        |
| 2006 | Quem Nunca                                       | -                  |        |
| 2007 | Auto da Infância                                 | Céu                | [ 19 ] |
| 2008 | Teatro Castelo Rá-Tim-Bum: Onde Está o Nino?     | Caipora / Penélope | [ 20 ] |
| 2008 | As Três Graças – Uma Sátira Menipéia             | Tola               | [ 21 ] |
| 2010 | Bixiga - Um Musical na Contra Mão                | -                  |        |
| 2011 | Sacra Folia                                      | Virgem Maria       |        |
| 2012 | Cadê Meu Nariz                                   | Menina             |        |
| 2016 | Almarrotadas                                     | -                  |        |
| 2017 | Carrossel - O Musical                            | Graça              |        |
| 2019 | Bike Teatro - A Corrida                          | Garizete           |        |
| 2019 | Dogville                                         | Martha             |        |

## Prêmios e indicações
| Ano  | Premiação                | Categoria                                 | Trabalho           | Resultado |
| ---- | ------------------------ | ----------------------------------------- | ------------------ | --------- |
| 2006 | 4° Festival Curta Santos | Melhor Atriz (Mostra Olhar Paulista 16MM) | Iara do Paraitinga | Venceu    |
| 2013 | Revista Top Of Business  | Troféu Marketing Empreendedores           | Carrossel          | Venceu    |